# Jérôme Dreyfus
Jérôme Dreyfus (ur. 9 kwietnia 1971) – francuski judoka. Zajął piąte miejsce na mistrzostwach świata w 1999; uczestnik zawodów w 1997 i 2001. Brązowy medalista w drużynie w 1998 i 2002. Startował w Pucharze Świata w latach 1991-1994 i 1996-2001. Piąty na mistrzostwach Europy w 1993, 1999, 2000 i 2001, a także zdobył cztery medale w drużynie. Wygrał igrzyska śródziemnomorskie w 1993. Wicemistrz uniwersjady w 1995 i trzeci na igrzyskach wojskowych w 1995. Wicemistrz Europy juniorów w 1990. Mistrz Francji w 1998, 1999, 2001 i 2003 roku.